# Wjatscheslaw Alexandrowitsch Malafejew
Wjatscheslaw Alexandrowitsch Malafejew (russisch Вячесла́в Алекса́ндрович Малафе́ев; * 4. März 1979 in Leningrad, Sowjetunion) ist ein ehemaliger russischer Fußballtorwart, der seine gesamte Karriere bei Zenit St. Petersburg verbrachte. Außerdem war er 29-maliger russischer Nationalspieler.

## Karriere bei Zenit St. Petersburg
Der in Leningrad, dem heutigen Sankt Petersburg, geborene und aufgewachsene Wjatscheslaw Malafejew besuchte im Alter von sechs Jahren eine Fußballschule für Junioren. Im Jahr 1997 schloss er die Fußballschule mit Auszeichnung ab und wurde anschließend in die zweite Mannschaft von Zenit St. Petersburg berufen. Zwei Jahre später kam er in die Profi-Mannschaft.
Sein Vereinsdebüt legte er bei einem Spiel gegen Alanija Wladikawkas ab, nachdem sein damaliger Torhüterkollege Roman Beresowski wegen Schiedsrichterbeleidigung vom Platz gestellt wurde.
Im Jahr 2001 erhielt Malafejew seine erste Medaille, nachdem sein Verein bei der Obersten Division den dritten Platz holte.
2003 holte Wjatscheslaw Malafejew, der inzwischen zum Stammtorhüter von Zenit St. Petersburg wurde, den zweiten Platz und wurde zugleich als „Torwart des Jahres“ ausgezeichnet.
2005 wurde Malafejew nach einem Platzverweis in einem Pokalspiel gegen ZSKA Moskau wieder zum zweiten Torhüter herabgestuft, konnte den Stammplatz ein Jahr später aber wieder zurückgewinnen.
2007 gewann er mit Zenit St. Petersburg die Meisterschaft in der Premjer-Liga und wurde erneut als „Torwart des Jahres“ ausgezeichnet.
In der Saison 2007/2008 konnte er zusammen mit seinem Verein den bisher größten Erfolg seiner Karriere feiern: den Sieg beim UEFA-Pokal und die Meisterschaft bei der Premjer-Liga.

## Karriere in der russischen Nationalmannschaft

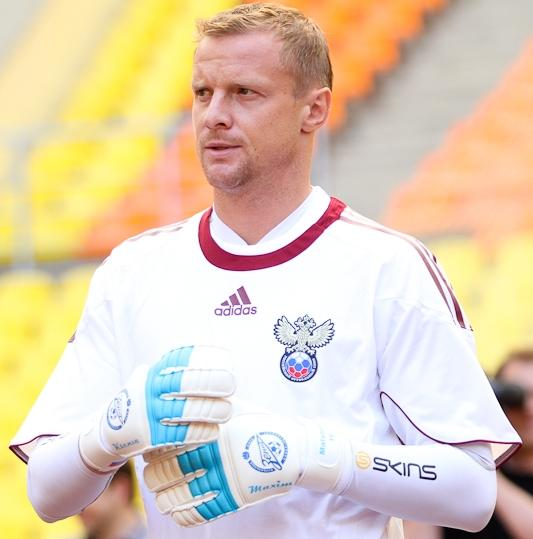
Malafejew mit der Nationalmannschaft (2011)

1999 wurde Malafejew in die russische Jugend-Olympiaauswahl berufen. Im Jahr 2003 feierte er sein Debüt in der russischen Nationalmannschaft.
Bei der EM 2004 in Portugal kam er zu zwei Einsätzen, da der damalige Stammtorhüter, Sergei Owtschinnikow, aufgrund einer roten Karte gesperrt war.
Bei der EM 2008 kam er mit der russischen Nationalmannschaft ins Halbfinale. Da er nur zweiter Torhüter hinter Igor Akinfejew war, kam er aber zu keinem Einsatz.
Bei der EM 2012 war Malafejew erster Torhüter, da Akinfejew verletzt war. Allerdings schied Russland unerwarteterweise in der Vorrunde aus.
Am 27. August 2012 beendete Malafejew seine Karriere in der Nationalmannschaft.

## Privates
Malafejew hat einen älteren Bruder namens Sergei (* 1975), der ebenfalls Fußball spielte und heute als Schiedsrichter tätig ist.
Malafejew ist seit dem 11. Dezember 2012 in zweiter Ehe verheiratet. Seine erste Ehefrau, mit der er ab 2001 verheiratet war, starb am 17. März 2011 bei einem Autounfall in Sankt Petersburg. Aus seiner ersten Ehe gingen eine Tochter (* 2003) und ein Sohn (* 2006) hervor. Mit seiner zweiten Ehefrau hat er einen Sohn (* 2013).

## Erfolge
- Russischer Meister: 2007, 2010, 2012, 2015
- Russischer Pokalsieger: 1999, 2010
- Premjer-Liga Pokalsieger: 2003, 2010
- Russischer Supercupsieger: 2011
- UEFA Intertoto Pokalfinalist: 2000
- UEFA-Pokalsieger: 2008
- Bronzemedaille bei der Fußball-Europameisterschaft 2008
- UEFA-Superpokalsieger: 2008